# Песочное (озеро, Мурманская область)
Песо́чное (кильд. саам. Нырдъявр) — пресное озеро в Мурманской области в юго-восточной части Кольского полуострова.
Относится к бассейну Белого моря, с которым связано через Кривую Речку — правый приток Поноя. Питание озера в основном снеговое и дождевое. Находится на высоте 149,9 метров над уровнем моря. Рельеф берега равнинный, со всех сторон озеро окружено болотами глубиной до 1,6 метров. С запада и с востока прилегает несколько некрупных лесистых (сосново-берёзовых) урочищ.
Площадь озера — 26,4 км², по размерам это 24-е озеро Мурманской области. Длина береговой линии — около 22 километров.
Озеро Песочное имеет неровную овальную форму вытянутую с юга на север с широкой южной частью и более узкой северной. Длина озера составляет около 7,5 километра, ширина — до 5 километров в центральной части. Небольшой пологий безымянный остров длиной не более 300 метров и высотой всего около метра над уровнем озера лежит у восточного побережья средней части Песочного, а вдоль его западного побережья из воды выдаётся несколько крупных камней.
Из северной оконечности озера берёт начало Кривая Речка, соединяющая Песочное с озером Чуявр (Григорьевское), лежащим в 1,3 километрах к северу. С юго-запада в озеро впадает река Артельная и ручей Ольхин. Вокруг Песочного лежит несколько других озёр меньшего размера: Моховое (в 1 километре к западу), Медвежье (в 6 километрах к северо-западу), озёра Вежа (в 4 километрах к северу), Лосиное (или Лось-Озеро, в 2,7 километрах к северо-востоку), Верхнекамское (в 5,4 километрах к востоку), Холодные озёра (в 8 километрах к югу) и множество совсем небольших безымянных озёр.
Населённых пунктов на Песочном нет, ближайший населённый пункт — село Краснощелье, лежит в 15 километрах к северо-западу. Вдоль его восточного берега, с северо-запада на восток, проходит зимник Краснощелье — Чальмны-Варрэ. У северо-западного берега озера и в устье Кривой Речки находятся рыбацкие избы.